# 梅爾森斯角 (加利福尼亞州)
梅爾森斯角（英語：Melsons Corner）是位於美國加利福尼亞州埃爾多拉多縣的一個非建制地區。該地的面積和人口皆未知。

## 地理
梅爾森斯角的座標為38°36′37″N 120°41′17″W / 38.61028°N 120.68806°W，而該地的平均海拔高度為636米（即2087英尺）。